# Ra.One
Ra.One è un film del 2011 diretto da Anubhav Sinha.

## Trama
Shekhar Subramanium, uno sviluppatore di giochi che lavora per la compagnia di videogiochi Barron Industries con sede a Londra, ha consegnato un numero di fallimenti commerciali. Il signor Barron, pieno di rabbia, gli dà la sua ultima possibilità di sviluppare un gioco di successo. Per impressionare il suo figlio Prateek, e su richiesta di sua moglie Sonia, Shekhar usa un'idea del figlio che l'antagonista dovrebbe essere più potente che il protagonista. La sua collega, la programmatrice di computer Jenny, usa il volto di Shekhar come modello per il protagonista del gioco, G.One, mentre l'antagonista, Ra.One, è creato senza volto. Un altro collega, Akashi, implementa i movimenti dei personaggi. Il gioco, denominato Ra.One, contiene tre livelli, il livello finale è l'unico in cui si può essere ucciso. Ogni personaggio possiede un dispositivo speciale denominato H.A.R.T. (Hertz Advanced Resonance Transmitter), che dà a loro i suoi poteri. Dopo aver raggiunto l'ultimo livello, i personaggi guadagnano una pistola con un proiettile. L'altro personaggio può essere ucciso da questo proiettile, ma solo se il suo H.A.R.T. è collegato.
Quando Ra.One subisce i test finali, Akashi si accorge di glitch insoliti, ma sceglie di ignorarli. Quando il gioco viene lanciato ufficialmente, riceve una grande ovazione da parte del pubblico. Un Prateek innamorato insiste a giocare immediatamente. Il ragazzo accede con l'ID  Lucifer  e procede al secondo livello, ma viene interrotto da Akashi. Ra.One, incapace di terminare il suo turno con Lucifer e arrabbiato che un giocatore ha proceduto finora, viene stabilito che Lucifer morirà. Ra.One utilizza una tecnologia wireless (che Jenny aveva introdotto in una conferenza) per entrare nel mondo reale, un processo che fa sì che il mainframe abbia un malfunzionamento. Akashi informa Shekhar, che capisce in parte la situazione e si precipita a casa, temendo per la vita di suo figlio. Nel frattempo, Ra.One uccide Akashi ed assume la sua forma. Va a trovare Lucifer e incontra Shekhar nel processo. Nel tentativo di salvare suo figlio, Shekhar afferma che lui è Lucifer, ma la sua bugia è esposta, quando Ra.One analizza la sua carta d'identità. Di conseguenza, Ra.One uccide Shekhar e lo fa apparire come un incidente d'auto.
Sonia, devastata dopo la morte di Shekhar, dice a Prateek che la famiglia tornerà in India dopo il funerale di Shekhar. Un Prateek sospetto vede modelli digitali sulla strada fatale e si rende conto che Ra.One è tornato in vita. Egli convince Jenny a fare lo stesso quando vedono il laboratorio di gioco distrutto, e quest'ultimo cerca di portare G.One nel mondo reale. Nel frattempo, Ra.One insegue la famiglia nel loro cammino verso l'aeroporto, ma G.One entra nel mondo reale e causa un'esplosione di gas che distrugge temporaneamente Ra.One. G.One prende il H.A.R.T. di Ra.One e accompagna la famiglia a Mumbai; solo dopo Sonia, si rende conto che ha bisogno di lui.
Successivamente, Ra.One torna alla vita, assume la forma di un cartellone, e rintraccia G.One alla festa di compleanno di Prateek. ui assume la forma di Sonia per rapire Prateek. Ra.One poi dice a G.One di dargli il suo H.A.R.T. indietro, e invia la vera Sonia in un Mumbai Suburban Railway in malfunzionamento. Il treno si schianta, ma G.One risparmia Sonia. Per salvare Prateek, lui ritorna al mondo virtuale e combatte Ra.One, lasciandolo impotente e furioso. Così, crea dieci copie di lui stesso. Prateek è in grado di individuare il vero Ra.One. La coppia comprende che solo uno dei dieci Ra.One ha un'ombra: l'originale. G.One spara e lo distrugge, assorbe i resti di Ra.One, ed è scomparso. Sei mesi più tardi, Prateek e Sonia tornano a Londra, dove il ragazzo riesce a ritornare G.One al mondo reale.

## Colonna sonora
Musiche di Vishal–Shekhar.
1. Akon, Hamsika Iyer – Chammak Challo – 3:46 (testo: Vishal–Shekhar)
2. Shafqat Amanat Ali, Vishal Dadlani, Shekhar Ravjiani, Clinton Cerejo – Dildaara (Stand by Me) – 4:09 (testo: Kumaar)
3. Akon, Vishal Dadlani, Shruti Pathak – Criminal – 5:06 (testo: Kumaar)
4. Vishal Dadlani, Shekhar Ravjiani, Nandini Srikar – Bhare Naina – 6:00 (testo: Panchhi Javolni)
5. Siddharth Coutto – Right By Your Side – 4:22 (testo: Anvita Dutt Guptan)
6. Vishal Dadlani, Shekhar Ravjiani – Raftaarein – 4:29 (testo: Vishal Dadlani)
7. Sukhwinder Singh, Vishal Dadlani – Jiya Mora Ghabraaye (The Chase) – 4:37 (testo: Anubhav Sinha)
8. Akon, Hamsika Iyer – Chammak Challo (Punjabi Mix) – 3:57
9. Comes The Light (tema) (strumentale) – 1:34
10. I'm On (tema) (strumentale) – 1:21
11. Song of the End (tema) (strumentale) – 1:47
12. Akon, Hamsika Iyer – Chammak Challo (Club Mix) – 4:17
13. Akon, Vishal Dadlani, Shruti Pathak – Criminal (Club Mix) – 5:33
14. Akon – Chammak Challo (International) – 3:47
15. Akon, Hamsika Iyer – Chammak Challo (Remix) – 4:36

Durata totale: 59:21